# Kvadranty Galaxie (Star Trek)

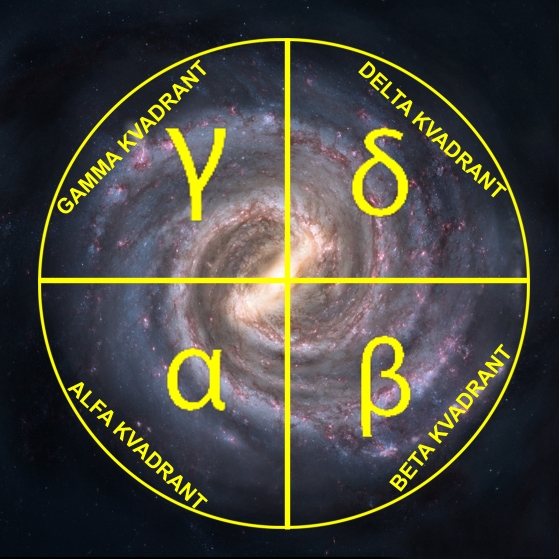
Kvadranty galaxie podle seriálu Star Trek

Kvadranty Galaxie jsou kvadranty (čtvrtiny), na které se ve fiktivním vesmíru Star Treku dělí Galaxie Mléčná dráha. V původním seriálu Star Trek se rovněž používalo pojmenování sektor, ale od Nové generace již jen kvadrant. Každá čtvrtina se označuje řeckým písmenem, tedy Alfa, Beta, Gamma a Delta. Rozvržení zavedla Spojená federace planet a vychází z toho, že hranicí mezi kvadranty Alfa a Beta je přímka, vedoucí skrz naše Slunce do středu Galaxie, kde se nachází střed souřadnicového systému.

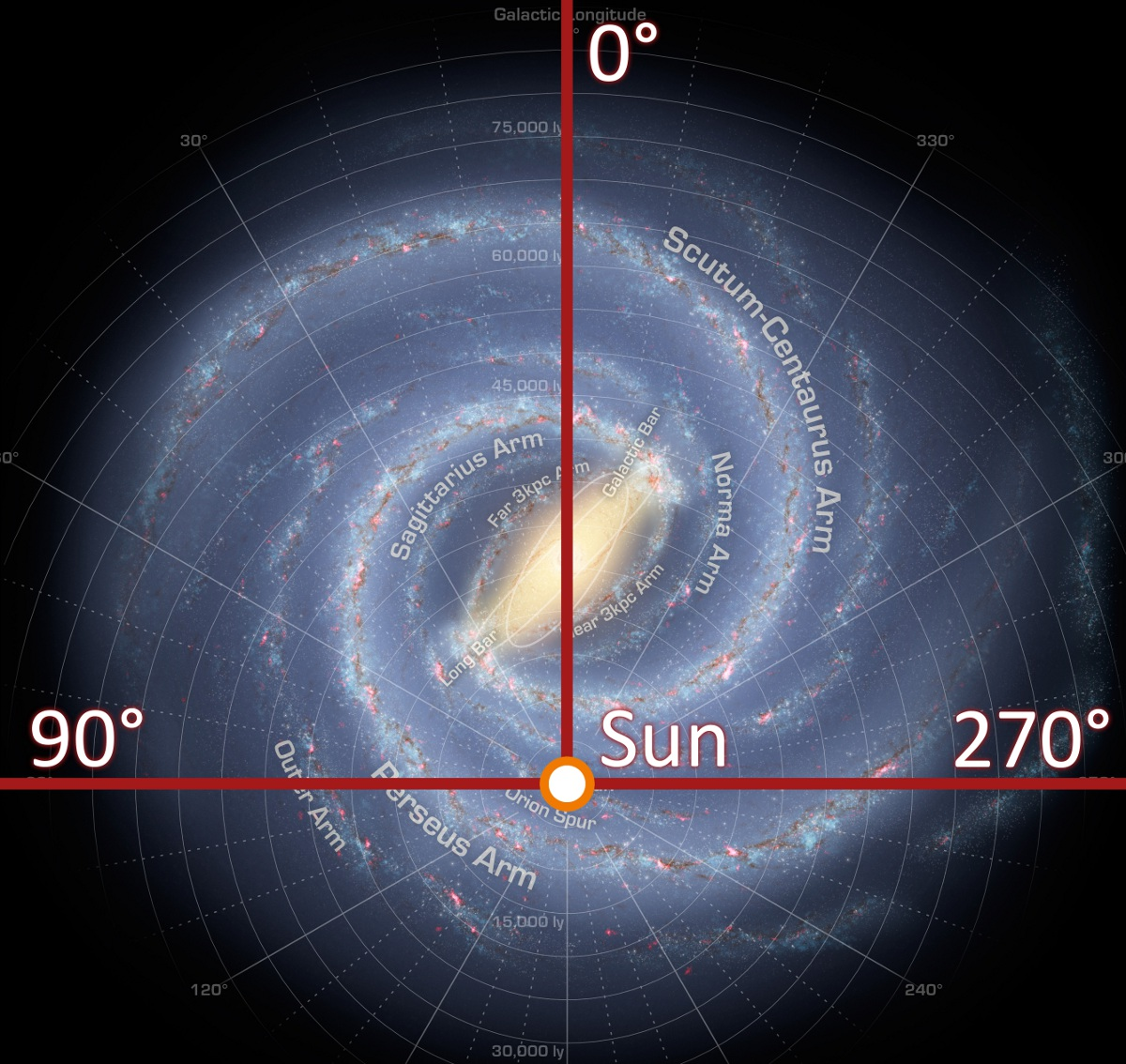
Kvadranty galaxie v současné astronomii

Velmi podobný systém je reálně užíván v astronomii, viz druhý obrázek. Systém užívaný ve Star Treku však má střed v centru galaxie, zatímco astronomický v našem Slunci. Oproti seriálovému značení řeckými písmeny používá k odlišení kvadrantů zpravidla prosté řadové číslovky, kterými je čísluje logicky za sebou proti směru hodinových ručiček (při pohledu ze severního pólu galaxie), jak je to běžné v matematice a nikoli na přeskáčku, jako v seriálu.

## Kvadrant Alfa
Odehrává se zde většina startrekovských seriálů, kromě Star Treku: Voyager, některých epizod Nové generace i Stanice Deep Space Nine. Zasahuje sem rameno Orionu, rameno Persea a rameno Střelce (Sagittarius). Nedaleko planety Bajor se nachází ústí červí díry, která jej spojuje s Idranským sektorem v kvadrantu Gamma.

### Planety
V kvadrantu se nachází Země, Cardassia Prime, Ferenginar, Bajor a větší část Spojené federace planet.

### Mocnosti
Dominantní postavení má již zmíněná Spojená federace planet, ale velká část kvadrantu (hlavně u hranic s kvadrantem Gamma) není prozkoumána. Mezi vlivné rasy a mocnosti patří část Federace, Cardassiané, Ferengové, Breenové, Trillové, Tholiané a další.

## Kvadrant Beta
Nachází se zde menší část Spojené federace planet a tím pádem se zde odehrává i méně dílů Star Treku. Federace totiž hned zpočátku narazila na silné a agresivní rasy Romulanů a Klingonů, což výrazně zpomalilo zkoumání a kolonizaci tohoto prostoru.

### Planety
Mezi významné planety patří Vulkán, Qo'noS, Romulus, Remus a mnoho dalších.

### Mocnosti
Ve známém prostoru je hlavní silou Klingonská říše, Romulanské impérium a Spojená federace planet. Mezi vlivné říše patří Ledosianský a Nygeanský prostor u hranice s kvadrantem Delta a také rasy lidí, Andorianů, Rémané, Vulkánci, Gornové a další.

## Kvadrant Gamma
Jeho nejbližší bod se přímou cestou nachází 30,000 světelných let od Země, ale díky bajorské červí díře jej přímo spojuje s kvadrantem Alfa. Průzkum tohoto kvadrantu probíhal i před objevem červí díry: během 22. století ho zmapovala sonda Quadros-1, archeoložka Vash ho zkoumala v doprovodu Q mezi roky 2367-2369. Protože červí díru nikdo nevlastní a průlet je umožněn všem rasám, začalo s jeho zkoumáním a osidlováním mnoho ras, včetně Ferengů, Klingonů, Bajoranů, Vulkánců a dalších.

### Mocnosti
- Dominion

Za vládce kvadrantu Gamma, nebo alespoň jeho velké části, je považováno uskupení ras známé jako Dominion. Všichni jsou podřízeni Zakladatelům (měňavcům), zakladatelům Dominionu. Mezi další patří Vortové, válečníci Jem'Hadarové nebo Karemmové.
Mimo Dominion se zde nachází množství dalších, namátkou třeba Argrathiové, Dosiové nebo Wadiové.

## Kvadrant Delta
Kvadrant Delta je nejméně prozkoumanou a pro Federaci nejvzdálenější oblastí Galaxie. Díky shodě okolností tam byla přenesena loď USS Voyager, která při cestě zpět prozkoumala velkou část tohoto kvadrantu a provedla mnoho prvních setkání. Další částečné informace dodaly pozorování lodí USS Equinox, USS Raven a USS Enterprise-D.

### Planety
Ocampa, Talax, Hanon IV

### Mocnosti
- Borgové

Hlavní silou až do roku 2378 byli Borgové, kteří skrze transwarpovou síť ovládali téměř 2/3 kvadrantu. Ovšem mnohé události jejich síly oslabily: invaze rasy 8472, zničení transwarpuzlu a tunelů, zničení Unimatice 01. Jaký to bude mít vliv na rozložení sil do budoucna je otázkou.
Další významné rasy tohoto prostoru:
- Vothové – humanoidní rasa vyvinutá z Hadrosaurů na Zemi v době druhohor. Žijí na obrovských lodích v blízkosti Borgů a jsou technologicky velmi vyspělí.
- Kazoni – agresivní válečnická rasa obývající prostor na vnější hranici galaktického disku. Vnitřní organizace jejich říše není silná, rasa se dělí na sekty, které mezi sebou soupeří.
- Vidiiani – dříve vyspělá a technicky pokročilá rasa, kterou virus Phage zdecimoval na skupinky pirátů a pracovních otroků.
- Hirogeni – rasa lovců a válečníků. Nemají řádnou domovskou planetu, takže jejich způsob života je kočovný.

## Galaktické jádro
Na některých mapách je střed Galaxie jako samostatná oblast nenáležící žádnému kvadrantu. Chrání ho Velká bariéra, uvnitř které hledá posádka Enterprise ve filmu Star Trek V: Nejzazší hranice „Boha“. Rovněž zde sídlí Cytheriané, jak ukázala epizoda N-tý stupeň.